# جوزيبي مافيي
جوزيبي مافيي (بالإيطالية: Giuseppe Maffei)‏ هو منافس ألعاب قوى إيطالي، ولد في 28 يناير 1974 في فاريزي في إيطاليا.

## وصلات خارجية
- جوزيبي مافيي على موقع الاتحاد الدولي لألعاب القوى (الإنجليزية)
- جوزيبي مافيي على موقع أوليمبيديا (الإنجليزية)